# Пророк Авдеј
Авдеј, Авдија или Обадија (хебр. עֹבַדְיָה Obhadyah или модерни хибру Ovadyah - „слуга Бога“) је четврти у низу од 12 малих старозаветних пророка. 
Књига пророка Авдије садржи једно поглавље, највећи део се састоји од понављања Књиге пророка Јеремије (7-16). Када и где је живео Авдија не може се прецизно рећи, али се поуздано зна да је живео у време првог пораза Јевреја од Вавилонаца, када и Пророк Јеремија. То је евидентно из његовог обраћања Едомцима са оптужницом за издају против своје браће Израелаца, који су у тренутку њиховог пораза блокирали пут којим би се могли спасти.